# Seznam litovskih politikov
Seznam litovskih politikov.

## A
Aleksandras Abišala - Valdas Adamkus (=Voldemaras Adamkavičius) - Liudas Adomauskas - Mantas Adomėnas - Raimundas Alekna - Juozas Ambrazevičius - Vytenis Andriukaitis - Arvydas Anušauskas - Aušrinė Armonaitė - Vytautas Astrauskas - Petras Auštrevičius - Audronius Ažubalis

## B
Stasys Antanas Bačkis - Petras Baguška - Zigmantas Balčytis - Virginija Baltraitienė - Jurgis Baltrušaitis - Boleslavas Baranauskas - Antanas Barkauskas - Dailis Alfonsas Barakauskas - (Jonas Basanavičius) - Valdas Benkunskas - Juozas Bernatonis - Feliksas Bieliauskas - Agnė Bilotaitė - Leonas Bistras - Vilija Blinkevičiūtė - Algirdas Brazauskas (1932-2010) - Rasa Budbergytė - Jonas Budrys - Justinas Burba - Mykolas Burokevičius - Algirdas Butkevičius

## C
Kazimieras Cichovskis

## Č
Jonas Kazimeras Černius - Petras Čėsna - Viktorija Čmilytė-Nielsen

## D
Irena Degutienė - Vladimir Dekanozov - Ewelina Dobrowolska/Evelina Dobrovolska - Konstantinas Dobrovolskis - Pranas "Franz" Dovydaitis - Arūnas Dulkys

## E
Vytautas Einoris

## G
Ernestas Galvanauskas -  Mečislovas Gedvilas - Vydas Gedvilas - Eugenijus Gentvilas - Loreta Graužinienė - Kazys Grinius - Petras Griškevičius - Dalia Grybauskaitė

## I
Juozas Imbrasas

## J
Juozas Jermalavičius - Rasa Juknevičienė - Arvydas Juozaitis - Česlovas Juršėnas

## K
Steponas Kairys - Ramūnas Karbauskis - Raimundas Karoblis - Laurynas Kasčiūnas - Gediminas Kirkilas - Dainius Kreivys - Andrius Kubilius - Vytautas Kubilius - Linas Kukuraitis - Petr(as) Kunčin(as) - Bronius (Bronislovas Juozas) Kuzmickas

## L
Gabrielius Landsbergis - Vytautas Landsbergis (1932-) - (Česlovas Laurinavičius) - Kazimieras Liaudis - Linas Antanas Linkevičius - Jonas Lionginas - Bronislovas Lopata - Raimundas Lopata - Stasys Lozoraitis (st./ml.) - Bronislovas Lubys

## M
Mykolas Majauskas - Eugenijus Maldeikis - Juozas Maniušis - Bronius Markauskas - Vytautas Markevičius - Visvaldas Mazonas - Andrius Mazuronis - Antanas Merkys - Icikas Meskupas-Adomas - Vinc(ent)as Mickevičius-Kapsukas - (Mindaugas) - Vladas (Vladislovas) Mironas - Radvilė Morkūnaitė-Mikulėnienė - Kazimieras Motieka - Viktoras Muntianas - Mindaugas Murza - 

## N
Stanislovas Narutavičius - Gitanas Nausėda - Kęstutis Navickas - Vytas Navickas - Monika Navickienė - Vladas Niunka

## O
Juozas Olekas - Eduardas Ozarskis

## P
Rolandas Paksas - Justas Paleckis - Gintautas Paluckas - Artūras Paulauskas - Juozas Papečkis - Vytautas Petrulis - Jonas Pinskus - Živilė Pinskuvienė - Kornelijus Platelis - Viktoras Pranckietis - Kazimira Danutė Prunskienė

## R
Vytautas Radžvilas - Adolfas Ramanauskas

## S
Aloyzas Sakalas - Vytautas Sakalauskas - Algimantas Salamakinas - Mindaugas Sinkevičius - Virginijus Sinkevičius - Gintarė Skaistė - Saulius Skvernelis - Antanas Smetona (1874-1944) - Antanas Sniečkus - Ringaudas-Bronislovas Songaila - Česlovas (Vytautas) Stankevičius - Laurynas Stankevičius - Jonas Staugaitis - Aleksandras Stulginskis - Algirdas Sysas

## Š
Rimantas Šadžius - Dovilė Šakalienė - Konstantinas Šakenis - Algirdas Šemeta - Lionginas Šepetys - Remigijus Šimašius - Albertas Šimėnas - Ingrida Šimonytė - Kazys Škirpa - Adolfas Šleževičius - Mykolas Sleževičius - Motiejus Šumauskas - Danijil(as) Šupikov(as) - Vytautas Šustauskas -

## T
Juozas Tūbelis - Antanas Tumėnas

## U
Viktor Uspaskich

## V
Gediminas Vagnorius - Žygimantas Vaičiūnas - Arūnas Valinskas - Josif (Juozas) Varejkis - Aurelijus Veryga - Julius Veselka - Alis Vidūnas - Augustinas Voldemaras -  

## Z
Zigmas Zinkevičius - Artūras Zuokas - 

## Ž
Jonas Žemaitis - Remigijus Žemaitaitis - Henrikas Žukauskas - Algis Žvaliauskas